# Advocaat van de duivel (2BE)
Advocaat van de Duivel is een televisieprogramma op 2BE dat voor het eerst werd uitgezonden op 6 april 2016. In het wekelijkse programma zoekt rechter Jeron Dewulf naar twee bekende stand-upcomedians als advocaten om samen een oplossing te zoeken tegen belastende dingen.

## Afleveringen
Seizoen 1
| Afl. | Uitzending    | Advocaat 1           | Advocaat 2           | Debat                             |
| ---- | ------------- | -------------------- | -------------------- | --------------------------------- |
| 1    | 3 april 2016  | Thomas Smith         | Jan Jaap van der Wal | Kinderen VS Bejaarden             |
| 2    | 10 april 2016 | Philippe Geubels     | Jens Dendoncker      | Alcohol VS Porno                  |
| 3    | 17 april 2016 | Alex Agnew           | Joost Vandecasteele  | Geloof VS Geld                    |
| 4    | 24 april 2016 | Wim Helsen           | Ruth Beeckmans       | Romantiek VS Goede Doelen         |
| 5    | 1 mei 2016    | Guga Baúl            | Bert Gabriëls        | Moppen VS Facebook                |
| 6    | 8 mei 2016    | Sven De Ridder       | Jan Jaap van der Wal | Amerika VS Rusland                |
| 7    | 15 mei 2016   | Adriaan Van Den Hoof | Jens Dendoncker      | Doe-Het-Zelvers VS Belgische Kust |
| 8    | 22 mei 2016   | Bert Gabriëls        | William Boeva        | Media VS Hipsters                 |
| 9    | 29 mei 2016   | Rob Vanoudenhoven    | Thomas Smith         | Voetbal VS Soaps                  |